# Mateba Autorevólver
El Mateba Modelo 6 Unica (frecuentemente conocido como Mateba o Mateba Autorevólver) es un revólver automático, uno de los pocos de este tipo producidos. Fue desarrollado en Italia y vendido por la compañía Mateba. Emilio Ghisoni (fallecido en 2008) figura como el dueño de la Patente Estadounidense N° 4.712.466, que muestra la operación de esta arma.

## Diseño
El Mateba Modelo 6 emplea el retroceso del disparo para girar el tambor y amartillar el martillo, al contrario de los revólveres convencionales, que dependen del usuario para apretar el gatillo y/o amartillar el martillo, a fin de accionar su mecanismo.
La alineación del cañón del Mateba Autorevólver es distinta de la mayoría de revólveres. El cañón está alineado con la parte inferior del tambor, en lugar de la superior. Esto baja el eje del cañón, lo cual dirige el retroceso a la mano del tirador y por lo tanto reduce la elevación del cañón al disparar de los revólveres normales. Toda la parte superior del revólver (cañón, tambor y armazón) está montada sobre los rieles de la parte inferior, que alberga el gatillo, martillo y empuñadura. Al disparar, la parte superior retrocede 12,7 mm. El retroceso de la parte superior amartilla el martillo y al avanzar hace girar el tambor.

## Variantes
Estas son las variantes del revólver Mateba:
- Defense -  Con cañón de 100 mm, en .357 Magnum
- Home Protection - Con cañón de 127 mm, en .44 Remington Magnum
- Dynamic Sportiva - Con cañón de 127 mm o 152 mm, en .357 Magnum
- Hunter - Con cañón de 212 mm, en .357 Magnum (.38 Special) y .44 Remington Magnum (.44 Special).

Además, sus cañones pueden intercambiarse con cañones de 76 mm, 100 mm, 127 mm, 152 mm, 178 mm y 203 mm.

### Mateba Grifone
También estaba disponible el Mateba Grifone, que tenía un cañón de 457 mm, guardamano y culatín. Empleaba los cartuchos .357 Magnum y .44 Magnum. Estaba disponible una versión en .454 Casull, que además podía disparar cartuchos .45 Colt.

## Capacidad de emplear distintos cartuchos

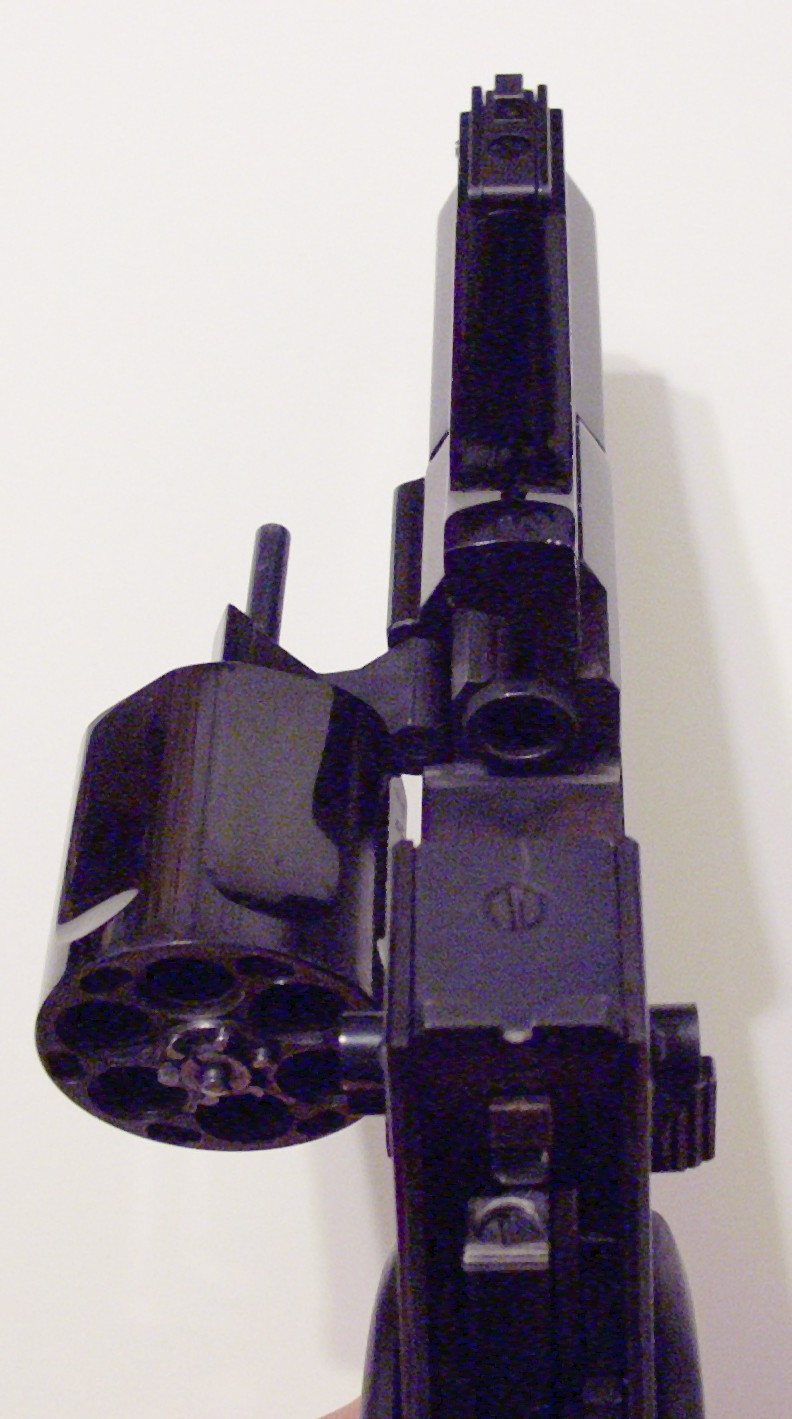
Vista posterior de un Unica 6 con el tambor abierto.

Los revólveres Mateba que emplean el .357 Magnum pueden ser cargados con cartuchos .38 Special, pero las cargas propulsoras habituales del .38 Special no tienen suficiente potencia para activar el mecanismo de retroceso, aunque el arma funcionará en doble acción. Hay dos resortes de retroceso opcionales diseñados específicamente para cartuchos .38 Special (.38 Special y .38 Wadcutter) que pueden ser instalados por el usuario para solucionar este problema. Para reemplazar los resortes hay que retirar el conjunto de la corredera, que está mantenido en su lugar por un pasador fijado con un pequeño tornillo en el guardamonte. La funda del cañón actúa como retén de los resortes y cojinete de la varilla guía.